# Веселоярский сельсовет
Веселоя́рский сельсове́т — сельское поселение в Рубцовском районе Алтайского края Российской Федерации.
Административный центр — село Веселоярск.
Расположен на границе с Казахстаном.
Через сельсовет проходит международная автомобильная трасса "Барнаул-Семей".
Будучи приграничным районом  имеет пункты пропуска : МАПП "Веселоярск" и МЖПП "Локоть".

## История
Статус и границы сельского поселения установлены Законом Алтайского края от 2 декабря 2003 года № 64-ЗС «Об установлении границ муниципальных образований и наделении их статусом сельского, городского поселения, городского округа, муниципального района»

## Население
| 1997  | 1998  | 1999  | 2000  | 2001  | 2002  | 2003  | 2004  | 2005  | 2006  |
| ----- | ----- | ----- | ----- | ----- | ----- | ----- | ----- | ----- | ----- |
| 5374  | ↗5425 | ↗5496 | ↘5479 | ↘5415 | ↘5400 | ↘5305 | ↘5278 | ↘5233 | ↗5294 |
| 2007  | 2008  | 2009  | 2010  | 2011  | 2012  | 2013  | 2014  | 2015  | 2016  |
| ↗5333 | ↗5338 | ↘5140 | ↘4840 | ↘4823 | ↗4867 | ↗4977 | ↗5120 | ↘5082 | ↘4984 |
| 2017  | 2018  | 2019  | 2020  | 2021  |       |       |       |       |       |
| ↘4857 | ↘4752 | ↘4664 | ↘4594 | ↘4209 |       |       |       |       |       |

По результатам Всероссийской переписи населения 2010 года, численность населения муниципального образования составила 4840 человек, в том числе 2252 мужчины и 2588 женщин.

## Состав сельского поселения
| № | Населённый пункт               | Тип населённого пункта       | Население |
| - | ------------------------------ | ---------------------------- | --------- |
| 1 | Веселоярск                     | село, административный центр | ↘4198     |
| 2 | Железнодорожная Казарма 538 км | станция                      | ↘16       |
| 3 | Железнодорожная Казарма 543 км | станция                      | ↘21       |